# Cantone di Châtelus-Malvaleix
Il Cantone di Châtelus-Malvaleix era una divisione amministrativa dell'arrondissement di Guéret.
A seguito della riforma approvata con decreto del 17 febbraio 2014, che ha avuto attuazione dopo le elezioni dipartimentali del 2015, è stato soppresso.

## Composizione
Comprendeva i comuni di:
- Bétête
- La Cellette
- Châtelus-Malvaleix
- Clugnat
- Genouillac
- Jalesches
- Nouziers
- Roches
- Saint-Dizier-les-Domaines
- Tercillat